# Konrad Boehmer
Konrad Boehmer (* 24. Mai 1941 in Berlin; † 4. Oktober 2014 in Amsterdam) war ein deutsch-niederländischer Komponist. Er hatte eine Professur an der Königlichen Musikhochschule Den Haag inne und las weltweit als Gastdozent.

## Leben
Konrad Boehmer studierte von 1959 bis 1961 Komposition bei Gottfried Michael Koenig, außerdem Philosophie, Soziologie und Musikwissenschaft an der Universität Köln. Von 1961 bis 1963 arbeitete er unter anderem mit Karlheinz Stockhausen im Studio für Elektronische Musik des WDR in Köln. 1966 legte er seine Dissertation Zur Theorie der offenen Form in der neuen Musik vor.
Im selben Jahr zog er in die Niederlande und arbeitete bis 1968 am Instituut voor Sonologie in Utrecht. Bereits seit 1968 war er Musikredakteur der Wochenzeitschrift Vrij Nederland; diese Tätigkeit führte er bis 1973 fort. Von 1972 bis 2006 war er Professor für Musikgeschichte und Theorie der Neuen Musik an der Königlichen Musikhochschule Den Haag. 1994–2006 leitete er das Instituut voor Sonologie, das 1986 nach Den Haag verlegt worden war.
In den siebziger und achtziger Jahren war er mehrmals Gastdozent für Komposition bei den Cursos Latinoamericanos de música contemporánea. Weitere Dozententätigkeiten führten ihn in die USA, nach Skandinavien und nach Deutschland.
Er bekleidete u. a. den Vorsitz von Buma/Stemra und der Vereinigung niederländischer Komponisten. Als Musikkritiker  publizierte er international über zeitgenössische Musik und Urheberrechte.
Im Herbst 2014 gründeten der Komponist Kees Tazelaar und Frits Swartz, Mitbegründer und langjähriger Archivar des Nederlands Muziek Instituut, die Konrad Boehmer Foundation mit Sitz in Nootdorp (NL). Hauptzweck dieser Stiftung ist, in Zusammenarbeit mit dem Niederländischen Musikinstitut den Nachlass Konrad Boehmers zu betreuen.

## Auszeichnungen
- 1983: Rolf-Liebermann-Preis (für seine Oper Doktor Faustus)
- 1985: Pierre-Bayle-Preis der Stadt Rotterdam

- Offizier des Ordens von Oranje-Nassau

## Werke (Auswahl)
- Information (1964/1965, Komposition), 1966 mit dem Preis der niederländischen Rundfunkgesellschaft AVRO ausgezeichnet
- Aspekt (1964–1967, elektronische Komposition), 1968 mit dem Großen Preis der ‘Ve Biennale de Paris’ ausgezeichnet
- Doktor Faustus (1980–1983, Musikdrama), 1983 mit dem Hamburger ‘Rolf-Liebermann-Preis’ bedacht
- Sensor (2007, elektronisches Musiktheater, Text: Albert Ostermaier)

## Schriften
- Konrad Boehmer: Doppelschläge. Texte zur Musik
  - Bd. 1: 1958–1967, Hrsg. Stefan Fricke, Christian Grün. Pfau, Saarbrücken 2009, ISBN 978-3-89727-407-5.
  - Bd. 2: 1968–1970, Hrsg. Stefan Fricke, Christian Grün. Pfau, Saarbrücken 2014, ISBN 978-3-89727-467-9.